# Königreich Ayutthaya

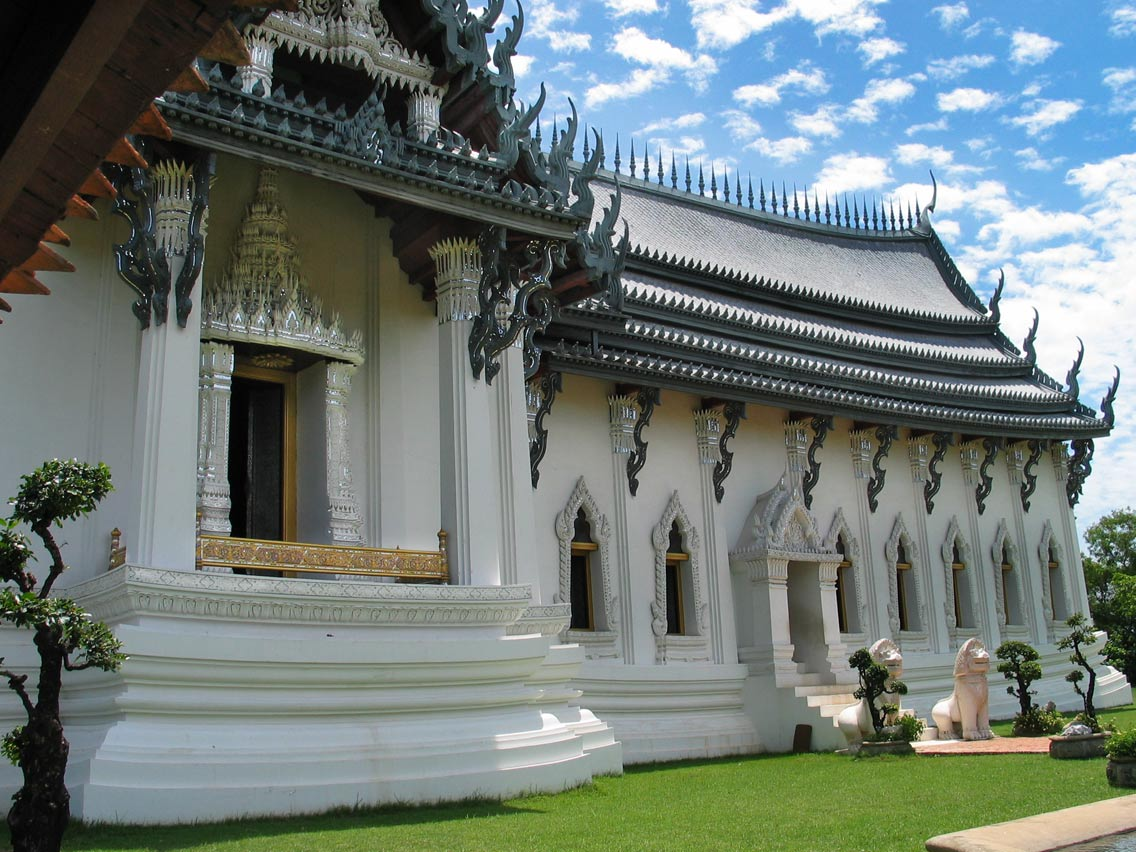
Nachbildung der königlichen Sanphet-Thronhalle im Palast von Ayutthaya

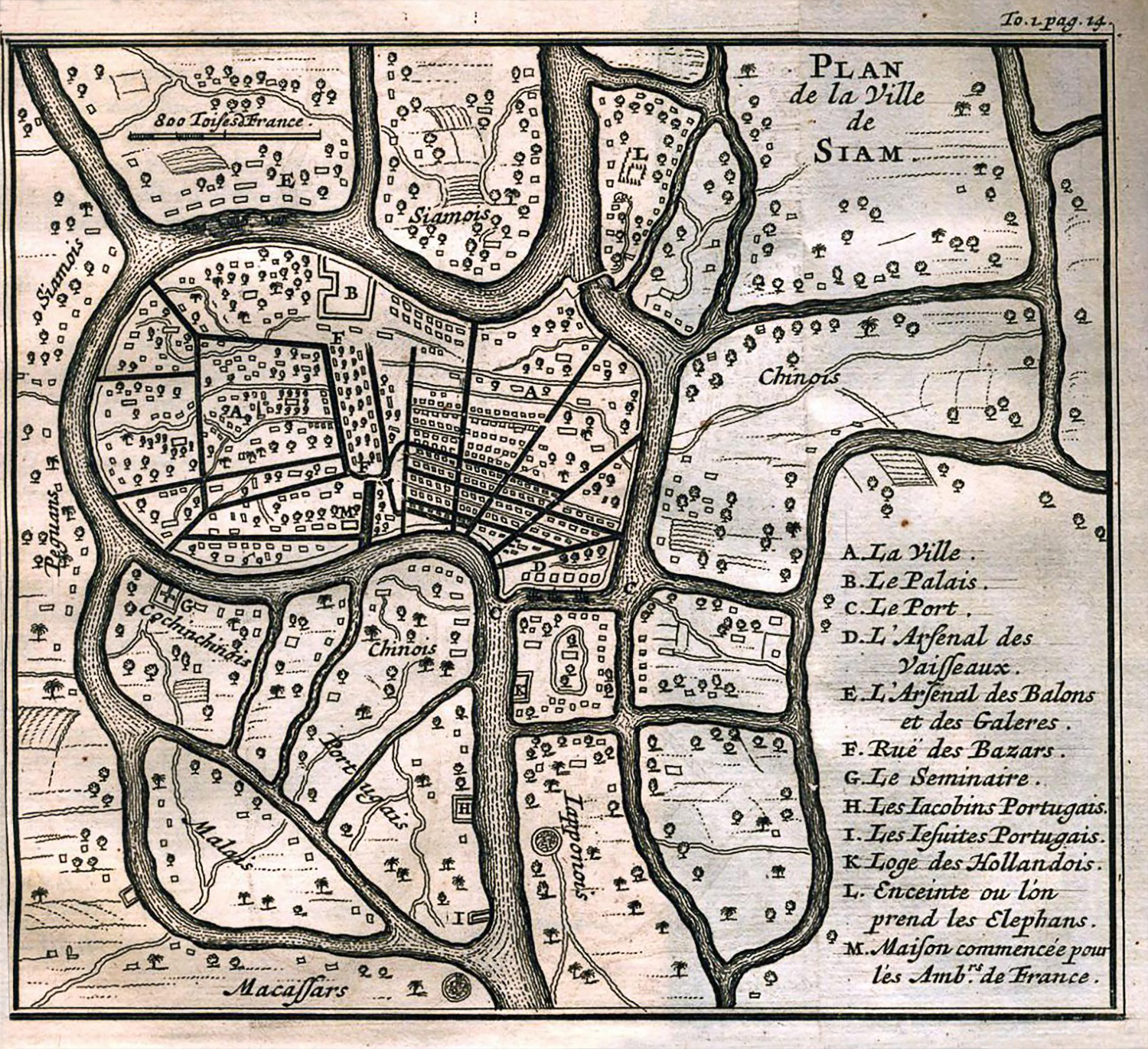
Historische Karte der Hauptstadt Ayutthaya (17. Jahrhundert)

Das Königreich Ayutthaya (Thai: อาณาจักรอยุธยา) war ein Königreich der Thai, das von 1351 bis 1767 existierte. Sein Zentrum lag im zentralthailändischen Becken des Chao-Phraya-Flusses. Es wurde in Europa als Juthia, Judia oder Siam bekannt.
König Ramathibodi I. (auch: U Thong) gründete am 4. März 1351 Ayutthaya als Hauptstadt seines neuen Königreiches. In den folgenden vier Jahrhunderten vergrößerte es sein Einflussgebiet. Es hatte keine fest definierten Grenzen, sondern einen von der Hauptstadt nach außen hin immer lockerer werdenden Einflussbereich, der sich im Laufe der Zeit mehrmals ausdehnte und wieder zusammenzog. Der Übergang zu benachbarten Reichen war fließend, Randgebiete sandten teilweise nur unregelmäßig Tribut, waren zeitweise von mehreren Reichen gleichzeitig abhängig oder machten sich vorübergehend unabhängig (Mandala-Modell).
Ayutthaya trieb Handel mit Nationen wie China, Vietnam (Annam), Indien, Japan und Persien, später auch mit Portugal, Spanien, Holland und Frankreich. Letztere durften ihre Handelsniederlassungen vor den Toren der Stadt eröffnen. Der Hof von König Narai (1656–1688) hatte Beziehungen zu dem von König Ludwig XIV., dessen Diplomaten die Stadt in Größe und Wohlstand mit Paris verglichen. Die Hauptstadt Ayutthaya soll um 1700 eine Million Einwohner gehabt haben.
Zur Zeit seiner größten Ausdehnung – während der Herrschaft König Naresuans um 1600 – reichte sein Einflussgebiet von den im Nordwesten gelegenen Shan-Staaten bis hinunter zur Mündung des Irrawaddy im heutigen Myanmar, von Lan Na über Yunnan (Südchina), Lan Xang (Laos) und Kambodscha bis zu den nord-malaiischen Sultanaten. Im April 1767 wurde Ayutthaya von den Truppen des birmanischen Königs von Ava völlig vernichtet.

## Geographie der Hauptstadt Ayutthaya

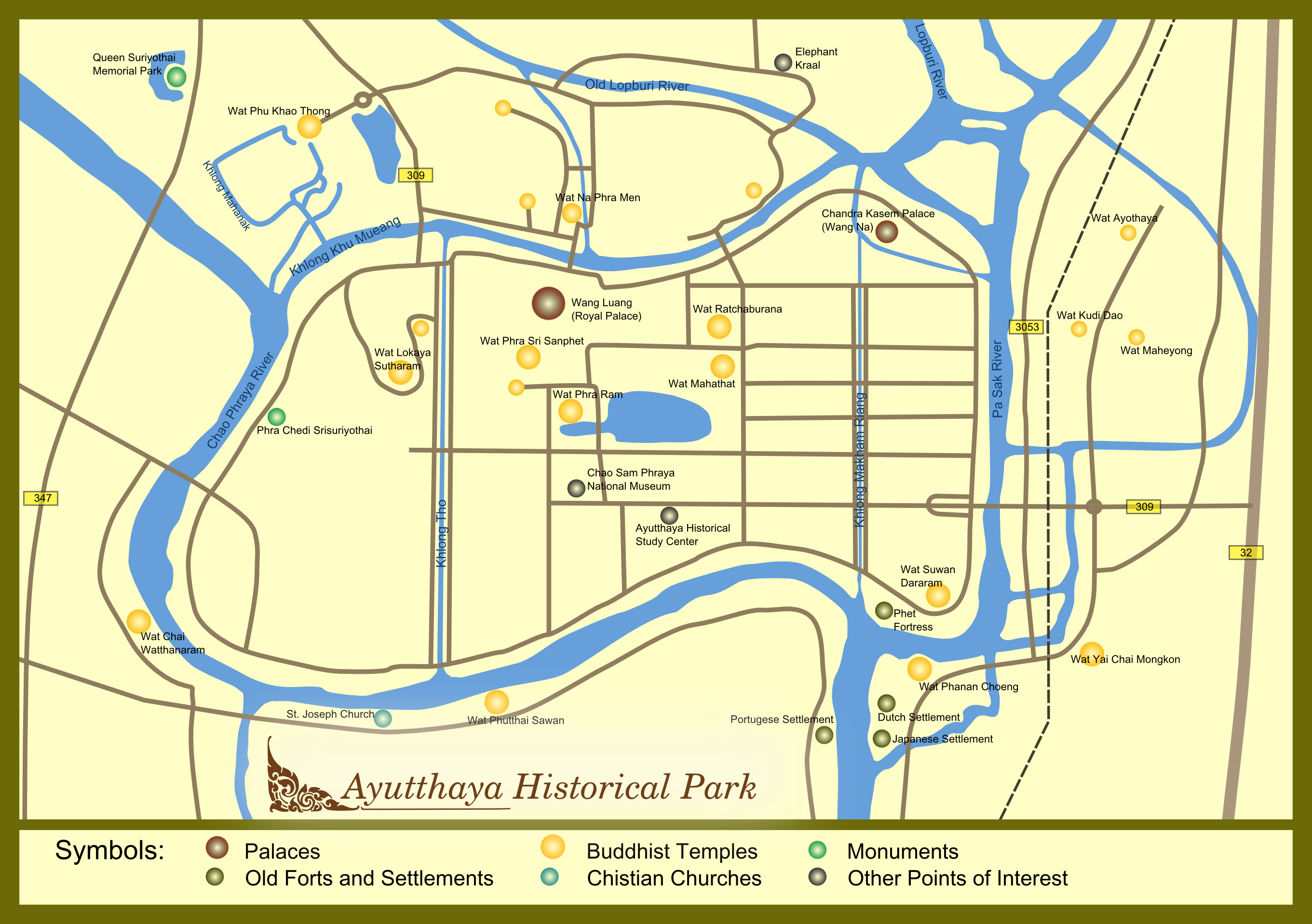
Übersichtskarte der Hauptstadt

Das Gebiet der Südostasiatischen Halbinsel wird von mehreren Bergketten beherrscht, die in Nord-Süd-Richtung verlaufen. Die großen Flüsse verlaufen daher parallel zu ihnen nach Süden und bildeten das alluviale Tiefland, in dem im Laufe der Geschichte viele Königreiche entstanden und wieder vergingen. Im bergigen Norden des heutigen Thailand fließen die Flüsse Mae Nam Ping, Mae Nam Wang, Mae Nam Yom und Mae Nam Nan zuerst nahezu parallel zueinander, bis sie sich im Tiefland zum Mae Nam Chao Phraya (Chao-Phraya-Fluss) vereinigen.
Ayutthaya liegt im Zentrum des Tieflandes am Zusammenfluss von Chao Phraya und zwei weiteren Flüssen, dem Mae Nam Lop Buri und dem Mae Nam Pa Sak, die zusammen eine große Schleife bilden. Der Lop Buri mündete zunächst im Nordwesten in den Chao Phraya, das letzte Stück nördlich der Insel wird heute Khlong Khu Mueang (Stadtgraben) genannt. Im Laufe des 14. Jahrhunderts wurde im Nordosten ein Kanal gegraben, der den alten Lop Buri-Fluss mit dem breiteren Pa Sak verband, so dass Ayutthaya nun wie eine Insel von allen Seiten von schiffbaren Gewässern umgeben war.

### Die Insel
Über die Insel verliefen Kanäle (Khlong) und Straßen in einem Schachbrettmuster. Es gab eine breite, mit Bäumen bestandene Prachtstraße, Thanon Pa Thong (Straße des Goldenen Waldes) genannt, die vor dem Königspalast (Wang Luang) begann und in gerader Linie von Nord nach Süd bis zur südlichen Stadtmauer verlief. Hier paradierte der König mit seinen Landtruppen. Eine weitere Straße begann südwestlich des Palastes und führte in östlicher Richtung vorbei am Wat Mahathat bis zum Marktviertel, wo Holzkohle verkauft (Pa Than – ป่าถ่าน) wurde und Schmiede ihre Betriebe (Pa Lek – ป่าเหล็ก) hatten. Kleine Geschäfte säumten die zahlreichen Nebenstraßen.

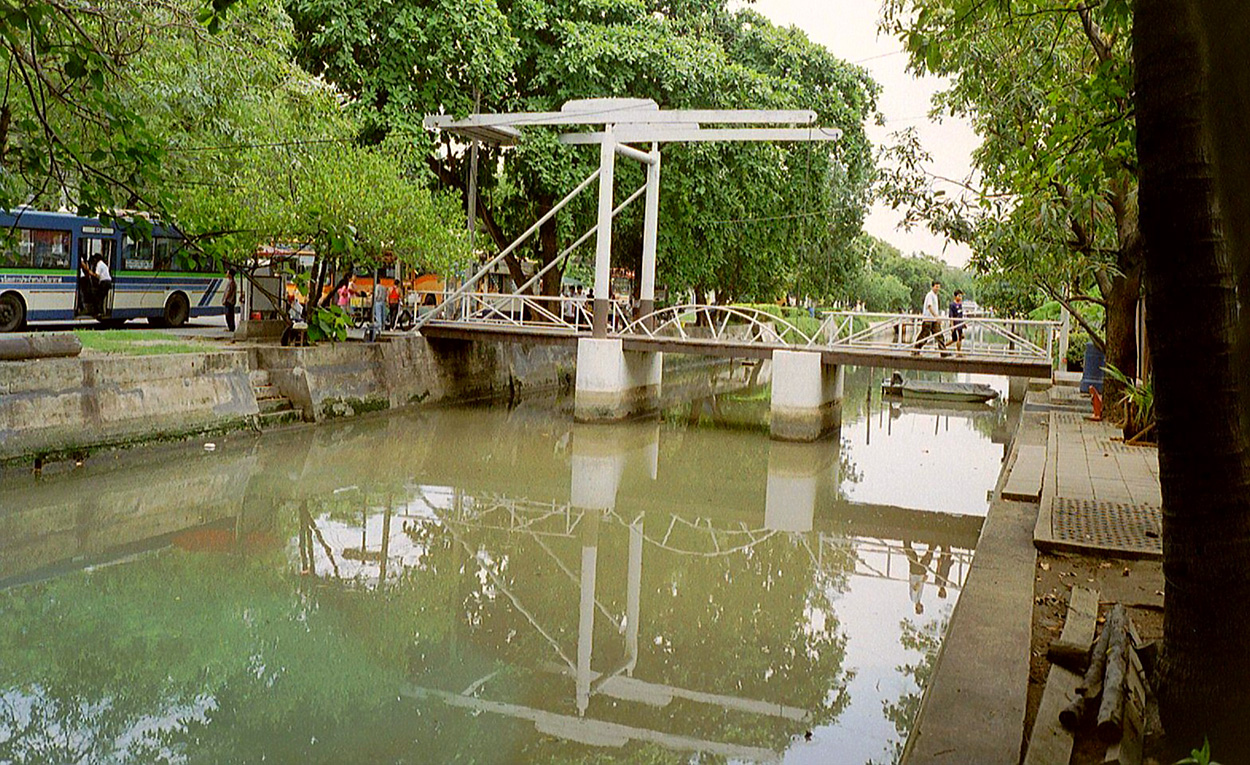
Nachbau einer Zugbrücke im modernen Bangkok

In regelmäßigen Abständen rund um die Insel gab es Fähranleger. Es gab insgesamt 20 „Wasser-Tore“ (Pratu-Nam – ประตูน้ำ), durch die Lieferanten mit ihren Booten durch Tunnel unter der Stadtmauer in die Stadt fahren konnten. Die Tunnel konnten bei Gefahr geschlossen werden. Das Kanalsystem innerhalb der Stadtmauern diente der Bewässerung und war der Haupttransportweg. Die meisten Wohnbezirke der Stadt lagen entlang der Kanäle, nicht an den Straßen. Die Barke des Königs lag in einem Kanal an den Gärten hinter dem Palast. Er war der größte und längste Nord-Süd-Kanal, Khlong Tho (คลองท่อ) genannt. Bei der größten Barkenprozession fuhr jedes Jahr im November der König mit seiner goldenen Barke und zahlreichen goldenen Begleitbooten zur Kathin-Zeremonie. Diese Veranstaltung wird noch heute unter dem Namen Königliche Barkenprozession zu besonderen Anlässen abgehalten.
Die Länge aller Kanäle innerhalb der Stadt betrug etwa 56 km, es gab fünf Kanäle in Nord-Süd-Richtung und 15 Hauptkanäle in Ost-West-Richtung. Von den 28 Brücken, die die Kanäle kreuzten, waren die meisten aus Ziegelsteinen hergestellte Bogenbrücken, eine war wahrscheinlich eine nach holländischem Vorbild konstruierte Zugbrücke.

### Befestigung

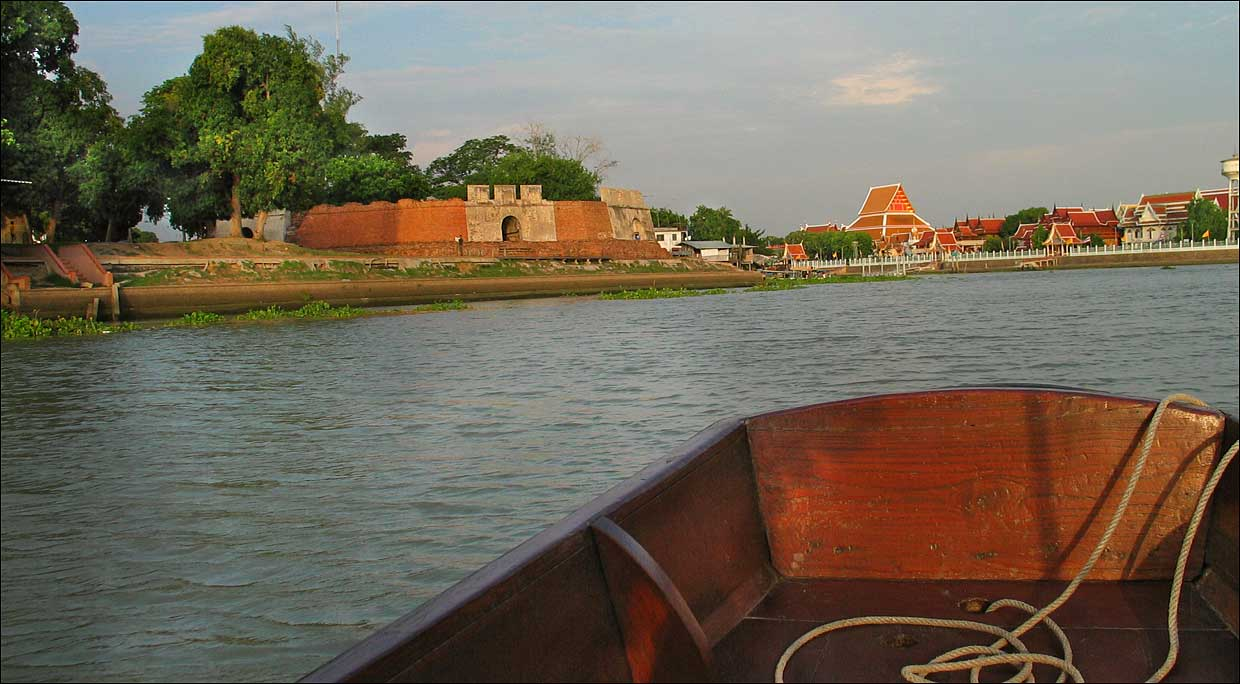
Der Phet-Wachturm im Südosten der Insel

Anfangs war Ayutthaya von einem Erdwall umgeben, der fast parallel zur umgebenden Wasserstraße verlief. Als während der ersten Kriege mit Birma Kanonen aufkamen, wurde der Erdwall abgetragen und eine neue Stadtmauer wurde näher am Ufer errichtet. Sie hatte eine Länge von etwa zwölf Kilometern und bestand aus Ziegelsteinen, die den birmanischen Kanonen standhalten konnten. 17 Wachtürme wurden in regelmäßigen Abständen entlang der Mauer erbaut, der königliche Palast hatte sieben Türme. Zusätzlich gab es etwa 75 bewachte Stadttore.
Wenn eine feindliche Armee anrückte, wurden die Schleusen in der Stadtmauer geschlossen. Die Hauptstadt lag nur knapp oberhalb des Hochwasserpegels. Stieg nach den Monsun-Regenfällen der Wasserstand der Flüsse an, wurde das gesamte Umland überflutet, und Ayutthaya lag wie eine Insel in einem See. Keine Belagerungsarmee konnte diesen Bedingungen über längere Zeit trotzen.

## Geschichte

### Politische Situation um 1350
In der Mitte des 14. Jahrhunderts war das Gebiet des heutigen Thailand in mehrere Königreiche, Fürstentümer und Stadtstaaten unterteilt. Das 13. Jahrhundert war ein „Jahrhundert der Tai“ gewesen: Dieses vermutlich aus Norden eingewanderte Volk, dessen Anwesenheit im heutigen Zentralthailand spätestens im 12. Jahrhundert belegt ist, hatte in dieser Zeit eine Vielzahl zunächst kleinräumiger Fürstentümer oder Stadtstaaten (Müang) gegründet und damit ältere Staatswesen der Mon (wie Dvaravati im heutigen Zentral- und Hariphunchai in Nordthailand) abgelöst, vielerorts auch die Oberherrschaft des im Niedergang begriffenen Khmer-Reichs von Angkor abgeschüttelt. 1238 gilt als Gründungsjahr des zwischen Nord- und Zentralthailand gelegenen Königreichs Sukhothai, 1292 als das von Chiang Mai, der neuen Hauptstadt des nordthailändischen Königreichs Lan Na.
Im zentralthailändischen Becken des Mae Nam Chao Phraya (Chao-Phraya-Fluss), rund 50 Kilometer nördlich des späteren Ayutthaya, lag Lavo (das heutige Lop Buri), eine alte Gründung der Mon, das im 11. Jahrhundert als eines der wichtigsten Zentren im Khmer-Reich diente, aber auch eine gewisse Unabhängigkeit wahrte. Mitte des 13. Jahrhunderts sagte es sich dann endgültig von Angkor los und näherte sich bald darauf dem Thai-Reich von Sukhothai an. Etwa in gleicher Entfernung nach Westen lag Suphannaphum (das heutige Suphan Buri), welches eine Vorrangstellung unter den Thai-Müang der westlichen Chao-Phraya-Ebene hatte. Weitere lokale Fürstentümer der Thai, die zum Teil voneinander abhängig waren, lagen auch im Osten und im Süden bis hinunter nach Nakhon Si Thammarat auf der Malaiischen Halbinsel.
Einige Historiker vertreten – gestützt auf entsprechende Hinweise in den Chroniken – die These, dass es bereits ab dem 12. oder 13. Jahrhundert ganz in der Nähe des späteren Ayutthaya eine Stadt namens Ayodhya gegeben habe, die die zweite Hauptstadt des Königreichs Lavo gewesen sei. Jedenfalls ist in der Chronik des Nordens aus dem nordthailändischen Lan Na bereits für die Zeit vor 1351 von einem Königreich Ayodhya die Rede, das mit dem Königreich Lavo identisch zu sein scheint; außerdem wurden im Umland von Ayutthaya Ruinen gefunden, die auf die Zeit vor der Ayutthaya-Periode datiert werden. Beim gemeinhin angenommenen Gründungsdatum 1351 hätte es sich demnach nicht um eine völlige Neugründung, sondern bloß um eine Wiedergründung (möglicherweise nach einer vorübergehenden Aufgabe wegen einer Epidemie) bzw. eine geringfügige Verlagerung einer Vorgängerstadt gehandelt. Das Königreich Ayutthaya wäre demnach im Prinzip eine Fortsetzung des Königreichs Lavo.

### Gründung
Ayutthaya wurde nach den Königlichen Chroniken von Ayutthaya „im Jahr 712 des Chula-Kalenders, ein Jahr des Tigers, am Freitag, dem 6. Tag des zunehmenden Mondes im 5. Monat, um drei Nalika und neun Bat nach Tagesanbruch“, also am 4. März 1351 A.D. kurz nach neun Uhr morgens, von einem charismatischen Führer namens U Thong gegründet. Der Hauptstadt seines neuen Königreiches gab er den Namen „Krung Deva Dvāravatī Śrī Ayudhyā“ (oder Krung Thep Thawarawadi Si Ayutthaya, ‚Stadt der Devas, welche Tore besitzt, die Unbesiegbare‘), nach dem früheren buddhistischen Staatsgebilde Dvaravati und der Hauptstadt Ayodhya des Prinzen Rama im indischen Epos Ramayana. Sich selbst nannte er anschließend „Ramathibodi“, auch dies ein Hinweis auf Rama, der nach hinduistischer Vorstellung ein Avatar des Gottes Vishnu ist.
In seiner 19-jährigen Herrschaft versuchte Ramathibodi zunächst, die umgebenden Thai-Fürstentümer (Müang) von Suphannaphum (heute Suphan Buri) und Nakhon Pathom im Westen sowie Lavo (heute Lop Buri) im Nordosten unter seiner Führung zu vereinen. Dazu holte er Verwaltungs- und Militärexperten aus „West-Siam“ (aus den heutigen Provinzen Suphan Buri, Ratchaburi und Petchaburi) an seinen Hof; dazu von der Khmer sprechenden Elite in „Ost-Siam“ (den heutigen Provinzen Lop Buri und Nakhon Nayok) Chronisten, Astrologen, Schreiber und Rechtsgelehrte. Südlich seiner Hauptstadt siedelten bereits seit langer Zeit chinesische und indische Händler.
U Thongs Mutter stammte möglicherweise aus Lop Buri, seine Frau war eine Prinzessin von Suphan Buri. Die Rivalität zwischen einer in Lop Buri (das von Ramathibodi I. zum Sitz des Uparat, also „Vizekönigs“ und designierten Thronfolgers, bestimmt worden war) und einer in Suphan Buri basierten Linie des Herrscherhauses spielte während der ersten Jahrzehnte des Bestehens Ayutthayas eine wichtige Rolle. Vom Tod Ramathibodis I. bis ins beginnende 15. Jahrhundert lösten sich mehrmals Könige der Lop-Buri- und der Suphannaphum-Linie unter Einsatz von Waffengewalt auf dem Thron ab.

### Wachstum

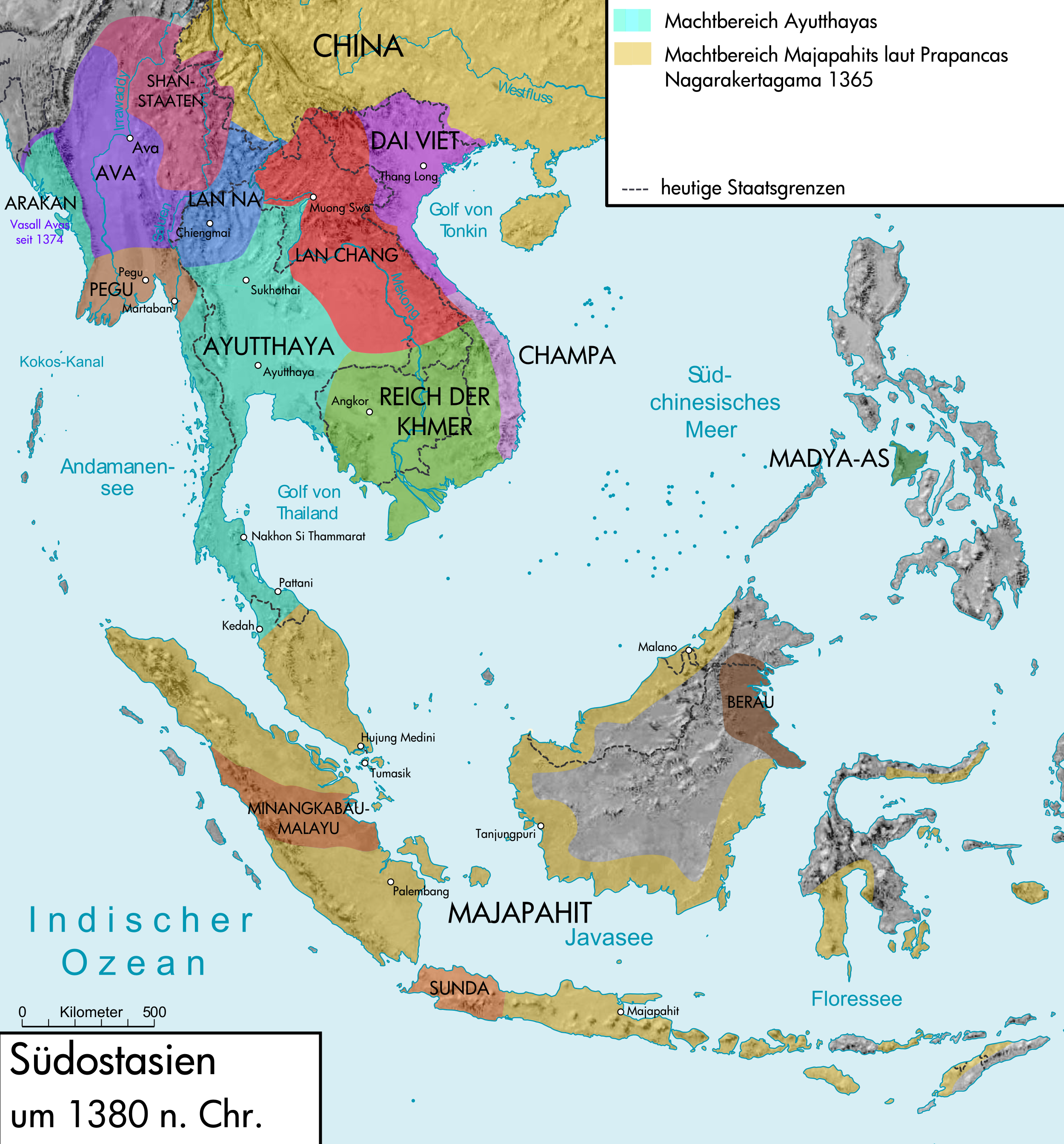
Ayutthaya (hellblau) und seine Nachbarstaaten um 1380

Während Ramathibodis Regierungszeit stand das neue Reich in Konkurrenz zu Angkor und anderen Reichen der Tai wie Sukhothai, Lan Na oder Lan Xang.
Im Jahr nach Ramathibodis Tod wurde das Königreich Ayutthaya von Hongwu, dem Kaiser von China, als rechtmäßiger Nachfolger Sukhothais anerkannt. Zwar besetzte Sukhothai noch um 1400 Gebiete um Ayutthaya, und erst 1438, nach dem Tod des letzten Königs von Sukhothai, vermochte Borommaracha II. seinen damals noch minderjährigen Sohn als Vizekönig von Sukhothai zu installieren, was zu dessen endgültiger Eingliederung nach Ayutthaya führte. Sukhothai wurde aber nicht einfach annektiert, vielmehr verbanden sich die Traditionen der beiden Thai-Reiche. Die Kriegskunst, Verwaltungsstruktur, Architektur, religiöse Praxis und Sprache Ayutthayas wurden in der Folgezeit maßgeblich von denen des älteren Königreichs beeinflusst. Angehörige des alten Adels von Sukhothai verbanden sich durch Heiratsallianzen mit der Aristokratie von Ayutthaya und dienten oft in militärischen Spitzenpositionen.
Ayutthaya wurde seit seiner Gründung immer wieder in Kämpfe mit dem östlich gelegenen Khmer-Großreich von Angkor verstrickt. 1369 wurde die Hauptstadt Angkor erstmals besetzt. Die große Militäraktion von König Borommaracha II. 1431/32 gegen Angkor schwächte den Konkurrenten schließlich entscheidend und stärkte die Autorität Ayutthayas. Die zahlreichen mitgeführten Kriegsgefangenen verstärkten die Verwaltung Ayutthayas und in der Folge führte das siamesische Königreich das Erbe Angkors in vielerlei Hinsicht fort. War der König Sukhothais ein väterlicher Herrscher (pho khun), so war jener Ayutthayas in angkorischer Tradition ein gottähnlicher (deva-rāja). Die Verwaltung des Reiches orientierte sich ebenfalls an jener Angkors, was auch die ähnlichen natürlichen Bedingungen mit häufigen Überschwemmungen und der Notwendigkeit zur Regulierung des Flusswassers begünstigten. Brahmanische Zeremonielle wurden aus Angkor ebenso übernommen wie zahlreiche Worte aus der Khmer-Sprache, die in die Hofsprache Ayutthayas Eingang fanden.
König Borommaracha II. (r. 1424–1448) dehnte seinen Machteinfluss auch in Richtung Süden aus. Dort existierten eine Reihe selbstverwalteter malaiischer Staaten, die allerdings Ayutthaya gegenüber tributpflichtig waren. Speziell im 15. Jahrhundert wurde viel Energie auf die Malaiische Halbinsel gerichtet und es entstand eine lang andauernde Rivalität mit dem Sultanat Malakka um die Vorherrschaft in der Seestraße von Malakka und die damit verbundene Kontrolle wichtiger Seehandelsrouten. Hier kam es in der Mitte des 15. Jahrhunderts auch zu kriegerischen Auseinandersetzungen, in denen Malakka jedoch die Oberhand behalten konnte. Ayutthaya konnte jedoch den Handel am Isthmus von Kra kontrollieren. Malakka und die anderen malaiischen Staaten südlich von Nakhon Si Thammarat bekannten sich seit Beginn des 15. Jahrhunderts zum Islam, der von da an als Symbol der malaiischen Solidarität gegen die Siamesen diente.
Bis zum 15. Jahrhundert war das Reich keineswegs ein festes Gebilde. Zwischen den einzelnen Linien der Aristokratie des Landes traten immer wieder Rivalitäten auf, die teils blutig ausgetragen wurden. Die Fürstentümer, die als Provinzen in Ayutthaya eingegliedert wurden, waren häufig selbstverwaltet und mit der Dynastie Ayutthayas nur durch Tributpflicht oder Verwandtschaft verbunden (Mandala-Modell). Sie konnten ihre eigenen Armeen ausheben und bekriegten sich manchmal sogar untereinander. Der König musste immer wachsam sein, damit sich die Fürsten nicht hinter seinem Rücken gegen ihn verbündeten oder sich sogar mit dem Feind alliierten. Besonders wenn ein Thronwechsel anstand, zogen die Kriegsfürsten mit ihren Heeren vor die Hauptstadt, um ihre Unterstützung für den ein oder anderen Thronfolger zu unterstreichen.
Fortschritte in Richtung einer Konsolidierung wurden bereits unter Borommaracha II. gemacht. Dessen Sohn Borommatrailokanat (kurz Trailok; r. 1448–1488) schuf eine Zentralgewalt, die das Land in vier Regionen aufteilte und die Macht der Provinzfürsten zugunsten von Ministern beschnitt, die vom König eingesetzt wurden. Durch die Gesetze über die zivile, militärische und Provinzhierarchie von 1454 wurde die Verwaltung in eine militärische und eine zivile Hälfte gegliedert und strengen Hierarchien unterworfen. Der Buddhismus als ideologisches Instrument zur Festigung der Königsmacht wurde gefördert und gestärkt. Stärker denn zuvor trat der König als Förderer und Beschützer der Sangha auf. So wurde auch erstmals eine Abteilung an seinem Hof geschaffen, welche sich um religiöse Angelegenheiten zu kümmern hatte. Das Sakdina- (geschrieben auch: Sakdi Na-)System, welches jedem Untertanen und Angehörigen des Adels (Khun-nang) einen Platz und Rang zuwies, wurde geschaffen. Es erlaubte der Zentralgewalt, seine Untertanen für Arbeits- oder Kriegsdienst schnell zu mobilisieren. Ayutthaya hatte hiermit das effizienteste Staatswesen in Südostasien seiner Zeit geschaffen.
Das nordthailändische Reich Lan Na konnte nicht unter die Herrschaft Ayutthayas gebracht werden. Es erlebte unter König Tilokarat (r. 1442–1487) eine Phase höchster Blüte und Macht und wollte seinen Machtbereich auch nach Süden, in die nördlichen Provinzen Ayutthayas (Phitsanulok, Provinz, Kamphaeng Phet), ausdehnen. König Trailok verlegte sogar seine Hauptstadt von 1463 bis 1488 nach Phitsanulok, möglicherweise, um der Auseinandersetzung mit Lan Na näher sein zu können. Die Verwaltung von Ayutthaya überließ er seinem Sohn Borommaracha III. als Vizekönig. Zeitgenössische portugiesische Händler beschrieben Ayutthaya und Phitsanulok als „Zwillingsstaaten“.

### Vorübergehender Niedergang und Wiedererstarkung

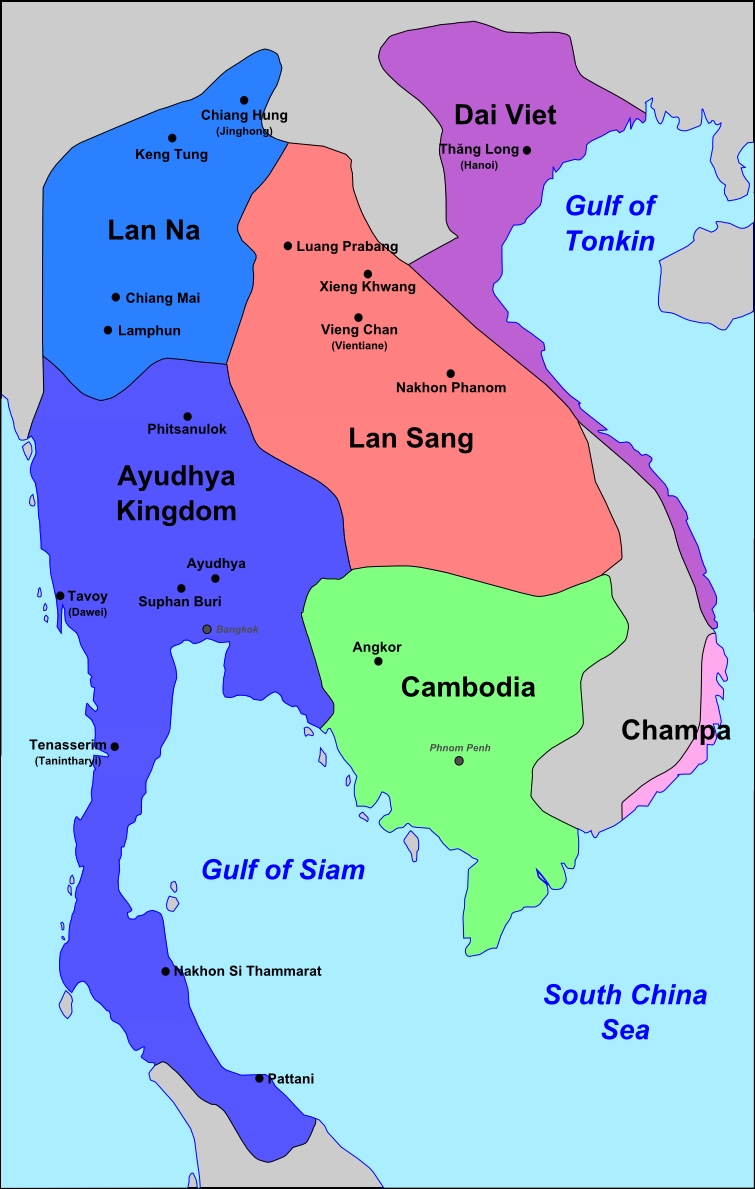
Ayutthaya (dunkelblau) und seine Nachbarstaaten um 1540

In der ersten Hälfte des 16. Jahrhunderts wurde das Königreich von blutigen Kämpfen um die Thronfolge geschwächt. Gleichzeitig errichtete im benachbarten Birma die Taungu-Dynastie ein Reich, das etwa zur gleichen Zeit erstarkte. Im Jahre 1549 belagerten die Birmanen erfolglos die Hauptstadt Ayutthaya. 1557/58 konnten sie Lan Na erobern, was dazu führte, dass Ayutthaya nun von zwei Seiten angegriffen werden konnte. 1563 begann eine große militärische Aktion der Birmanen, auf die Ayutthaya nicht genügend vorbereitet war. 1564 überrannten die Truppen des birmanischen Königs Bayinnaung Ayutthaya, nahmen König Chakkraphat, seine Königinnen und Söhne gefangen. Nur den ältesten Sohn, Prinz Mahin, ließ Bayinnaung in Ayutthaya als seinen Vasallenkönig zurück.
Chakkraphat wurde die Rückkehr nach Ayutthaya gewährt, um sich dort zum Mönch weihen zu lassen, er übernahm aber sogleich wieder den Thron. In einem neuerlichen Feldzug sandte Bayinnaung 1568/69 eine „gewaltige multiethnische Streitmacht“ zur Eroberung von Ayutthaya, das sich infolge der inneren Streitigkeiten nicht mehr wehren konnte. Man belagerte die Hauptstadt über zehn Monate. König Chakkraphat starb während der Belagerung, und sein Sohn Mahin war unfähig, die Stadt zu halten. Am 30. August 1569 fiel die Stadt, maßgeblich durch Verrat in den eigenen Reihen. Die Sieger verschleppten zahlreiche Bewohner nach Pegu, darunter auch König Mahin, der unterwegs starb. Die Birmanen setzten Maha Thammaracha, Fürst von Phitsanulok und einer der birmanischen Verbündeten, als Vasallen-König ein. Dieses Ereignis gehört zu den wichtigsten Momenten in der Geschichte Thailands. Hier endet die frühe Ayutthaya-Periode.
Die Birmanen konnten ihre Expansionsbemühungen jedoch nicht aufrechterhalten. Während seiner birmanischen Gefangenschaft konnte der 15-jährige Sohn von Maha Thammaracha, Prinz Naresuan, zunächst das Vertrauen der Birmanen gewinnen. Als im Jahr 1571 seine Schwester mit König Bayinnaung verheiratet wurde, konnte Naresuan im Gegenzug nach Ayutthaya zurückkehren. Nach dem Tode von König Bayinnaung 1581 kam Birma in innenpolitische Schwierigkeiten. 1590 wurde Naresuan König in Ayutthaya und versammelte eine große Anzahl von Verbündeten um sich, mit denen er erfolgreich die Kontrolle über die Hauptstadt an sich reißen konnte. Im Jahr 1593 soll Naresuan in einer historischen Schlacht bei Nong Sarai (heute: Don Chedi) den birmanischen Kronprinzen eigenhändig getötet haben. Ein Nationaldenkmal an der Stelle der Schlacht erinnert noch heute an diese Tat.
Naresuan gelang es, das Reich in seinen ursprünglichen Grenzen rasch wiederherzustellen. Darüber hinaus expandierte er und konnte wichtige Handelsstädte im Süden Birmas unter die Kontrolle Ayutthayas bringen (Siamesisch-Birmanischer Krieg 1593–1600). 1594 wurde auch die kambodschanische Hauptstadt Lovek erobert und Kriegsgefangene im Reich zwangsangesiedelt. Die Konsolidierung des Reiches wurde durch die gute Zusammenarbeit Naresuans mit seinem Bruder, dem späteren König Ekathotsarot ermöglicht. Spätere Thronfolgen waren jedoch in der Regel von blutigen Machtkämpfen begleitet.

### Auseinandersetzung mit den europäischen Kolonialmächten

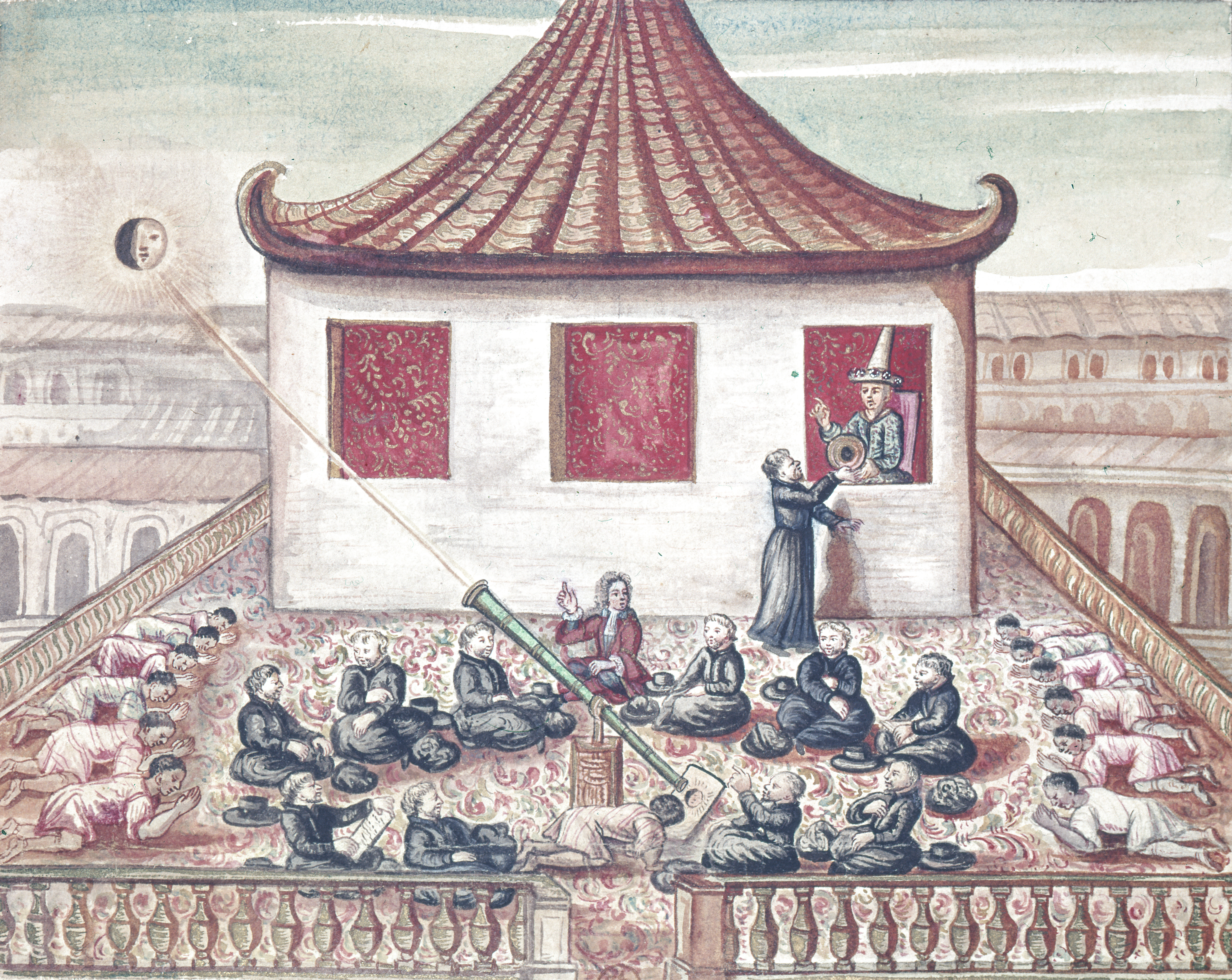
König Narai beobachtet zusammen mit französischen Astronomen und Jesuiten eine Sonnenfinsternis

Im 17. Jahrhundert begannen die Europäer in Südostasien zunehmend aktiv zu werden. Bereits 1511 und 1512 hatten erste portugiesische Missionen von Goa aus Ayutthaya besucht. 1512 schloss Ayutthaya den ersten Handelsvertrag mit einer europäischen Macht. Die mit Duarte Coelho getroffene Vereinbarung erlaubte es den Portugiesen, Handel auf der malaiischen Halbinsel und der Hauptstadt Ayutthaya zu betreiben. Im Gegenzug erhielt Ayutthaya Waffen und portugiesische Söldner kämpfen von nun an in den Armeen des Reiches. Ab 1598 bauten auch die Spanier, die mittlerweile die Philippinen kolonisiert hatten, Beziehungen zu Ayutthaya auf.
Die Herrscher Ayutthayas sahen in den Europäern jedoch keine Bedrohung; diese gingen vielmehr von den direkten Nachbarn aus. Die Niederländische Ostindienkompanie entsandte ihre erste Mission nach Ayutthaya im Jahr 1604, schon 1606 eröffnete sie ihre erste Faktorei in der Stadt und 1608 brach die erste siamesische Delegation nach Den Haag auf. Die Niederländer, wie auch die Briten, die sich etwas später im Land etablierten, waren sich jedoch einig, dass die Möglichkeiten auf einträgliche Geschäfte nicht sehr hoch war. Eine wichtige Quelle für die damit zusammenhängenden Ereignisse ist der Holländer Jeremias van Vliet (1602–1663), der lange Zeit als Bevollmächtigter der Niederländischen Ostindienkompanie in Ayutthaya lebte.
Neben den Europäern ließen sich auch Vertreter von asiatischen Mächten in Ayutthaya nieder. Traditionell lebten zahlreiche chinesische Kaufleute im Land, später kamen Japaner hinzu. Diese Gruppen übten einen nicht unerheblichen Einfluss auf die Geschicke des Königreiches aus und konnten bis in höchste Regierungspositionen aufsteigen. So brachte es Yamada Nagamasa zum Provinzgouverneur von Ligor (heute Nakhon Si Thammarat) im Süden des Reiches und zum Kommandeur über 300 Samurai. Japanische Söldner, die auf japanischen Handelsdschunken nach Ayutthaya gekommen waren und sich südöstlich des Stadtzentrums am Ostufer des Mae Nam Chao Phraya angesiedelt hatten, kämpften höchstwahrscheinlich an der Seite der Siamesen gegen die Birmanen. Sie hatten ihr eigenes Viertel, in welchem am Höhepunkt ihres Einflusses um 1620 zwischen 1000 und 1500 Japaner lebten. König Ekathotsarot entschloss sich gar, Japaner in seine Leibwache aufzunehmen. Im Jahre 1630 kam es jedoch zu einem Massaker an den Japanern, deren Überlebende aus Siam vertrieben wurden.

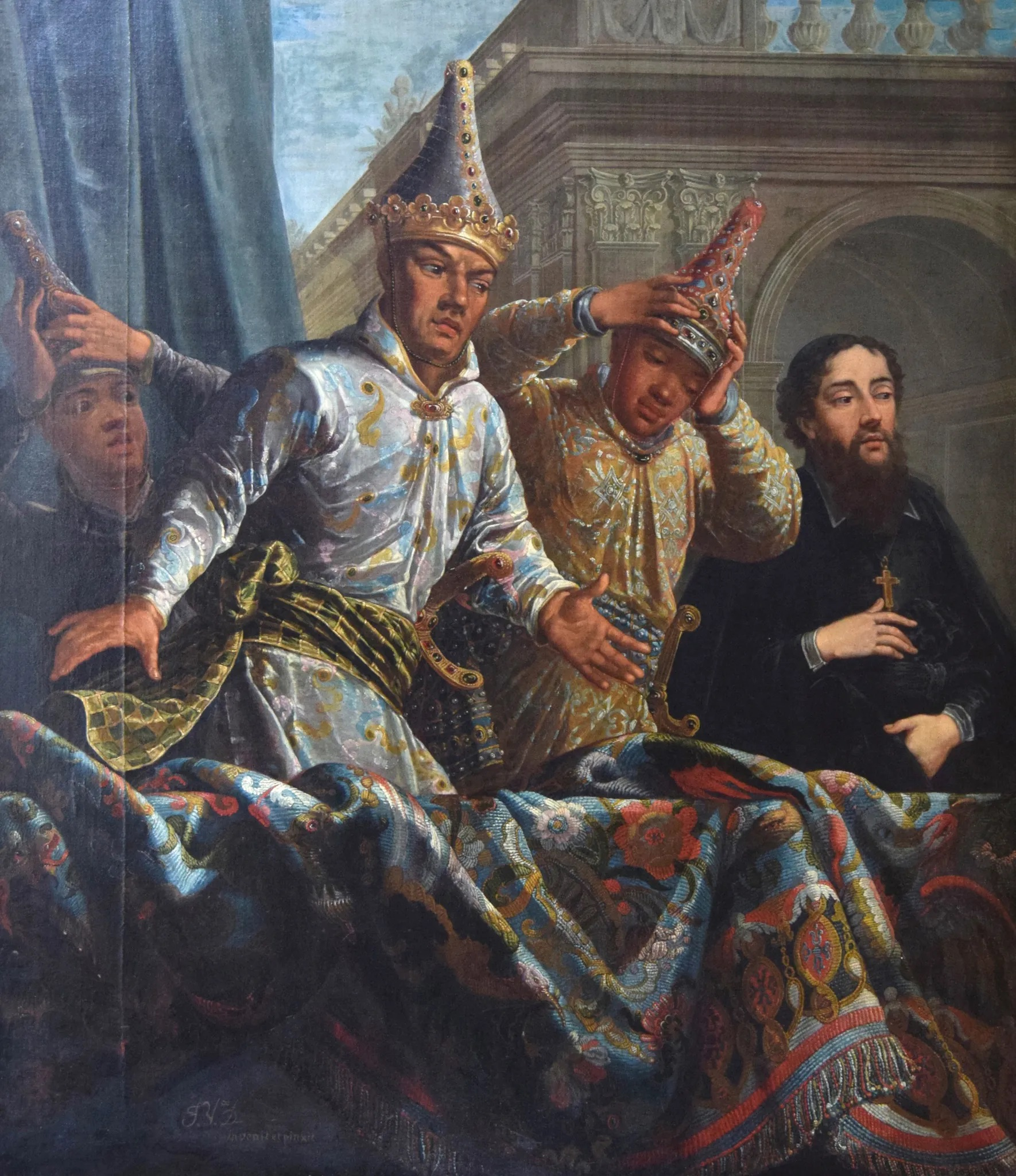
Siamesische Gesandtschaft am französischen Hof 1686, Gemälde von Jacques Vigouroux Duplessis (frühes 18. Jahrhundert)

Zur Mitte des 17. Jahrhunderts versuchte die Niederländische Ostindienkompanie, Monopolansprüche durchzusetzen. Es kam zu Belagerungen der niederländischen Einrichtungen in Ayutthaya, und nach einer Blockade der Mündung des Mae Nam Chao Phraya erzwingt sie die Einräumung von Handelsrechten im ganzen Land, exterritoriale Rechte und das Verbot der Beschäftigung von Chinesen auf siamesischen Handelsschiffen. Ab 1664 versucht auch die französische Ostindienkompanie in Ayutthaya Fuß zu fassen. Sie wurden vom Chaophraya Vichayen (Constantine Phaulkon), der sich vom griechischen Schiffsjungen bis zum Mahatthai unter König Narai (r. 1656–1688) heraufgearbeitet hatte, unterstützt. Das Resultat waren rege diplomatische Beziehungen zwischen Paris und Ayutthaya, das ab 1680 mehrere diplomatische Missionen nach Frankreich entsandte, sowie der Rückzug der Niederländer. Die Rivalität zwischen den europäischen Mächten bedingte die Anwesenheit zahlreicher ausländischer Soldaten in Ayutthaya.
Die Missionierungsversuche und die Absicht der Franzosen, Festungen zu errichten, lösten das Missfallen des traditionsbewussten Adels aus. Eine schwere Erkrankung König Narais wurde zum Anlass genommen, in einem Staatsstreich den Leiter des Elefantenministeriums als König Phetracha auf den Thron zu setzen. Phaulkon wurde hingerichtet, die Franzosen mussten ihre Einrichtungen unter Zurücklassung zahlreicher Geiseln aufgeben, jegliche missionarischen Aktivitäten wurden verboten. Diese Zäsur wird in westlichen Darstellungen der thailändischen Geschichte als Revolution von 1688 bezeichnet. Sie läutete eine neue Phase der Außenpolitik des Landes ein, in der sich Ayutthaya auf die Nachbarländer konzentrierte. Zwar wurde bereits 1688 ein neuer Handelsvertrag mit der Niederländischen Ostindienkompanie unterzeichnet, beide Seiten hatten jedoch zunächst kein großes Interesse an einer neuerlichen Aufnahme von Handelsbeziehungen: es gab für die Europäer zu wenig lukrative Möglichkeiten und es fehlte der Nährboden für erfolgreiche Missionierung.

### Goldenes Zeitalter

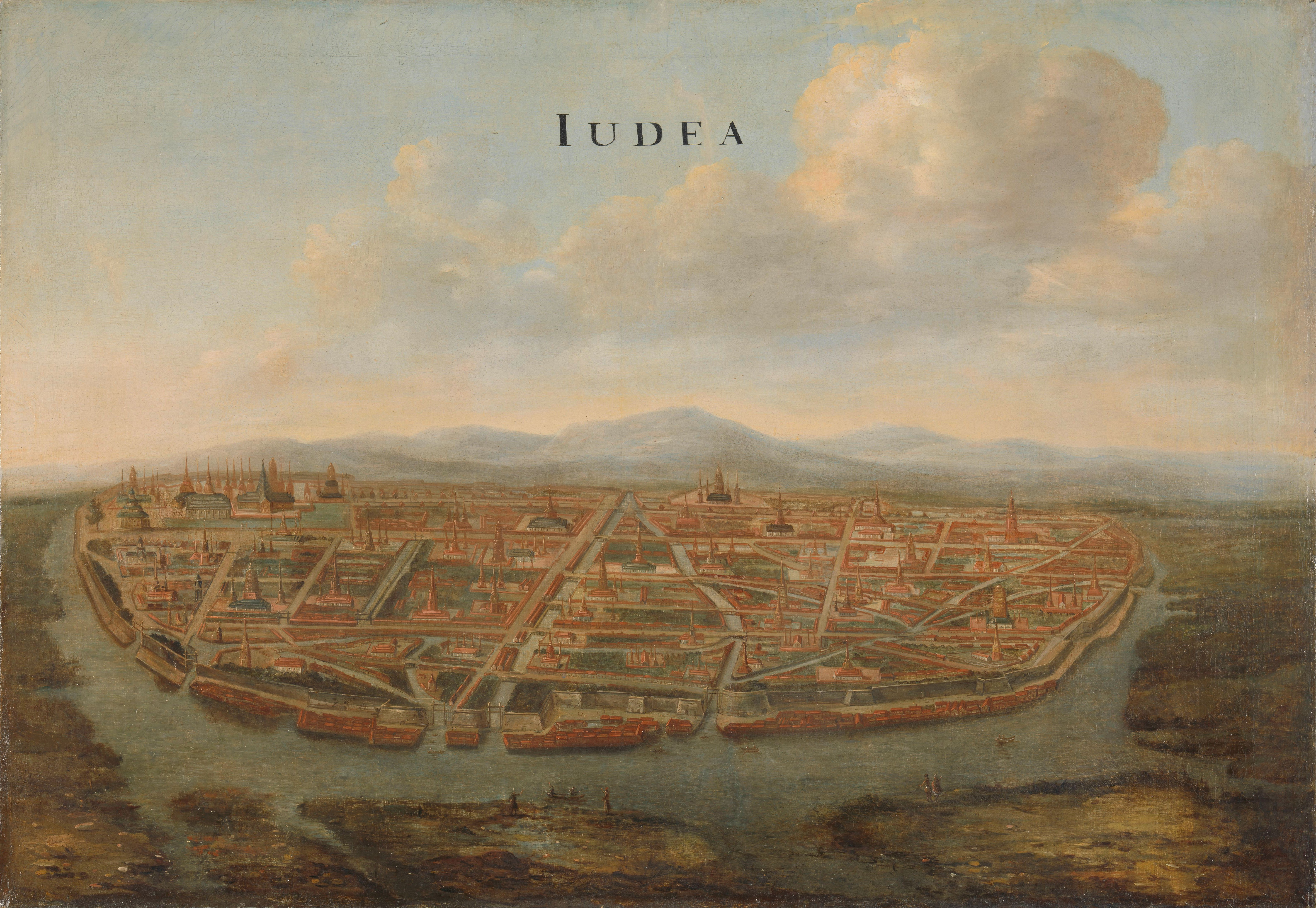
Historische Ansicht von Ayutthaya, welche im Auftrag der Niederländischen Ostindien-Kompanie erstellt und um 1660 in Vingboons Atlas veröffentlicht wurde. Es ist heute im so genannten Bushuis in Amsterdam zu sehen.

Die Ereignisse des Jahres 1688 führten zu keiner Schwächung oder Isolierung Siams. Das Land betrieb weiter Handel mit seinen Nachbarn, und wie früher nahmen Ausländer, vor allem Chinesen, Inder oder Perser hohe Positionen am Hof der Könige in Ayutthaya ein. Besonders nach Aufnahme der Reisexporte nach China wurde die Rolle Thailands als Handelspartner aufgewertet.

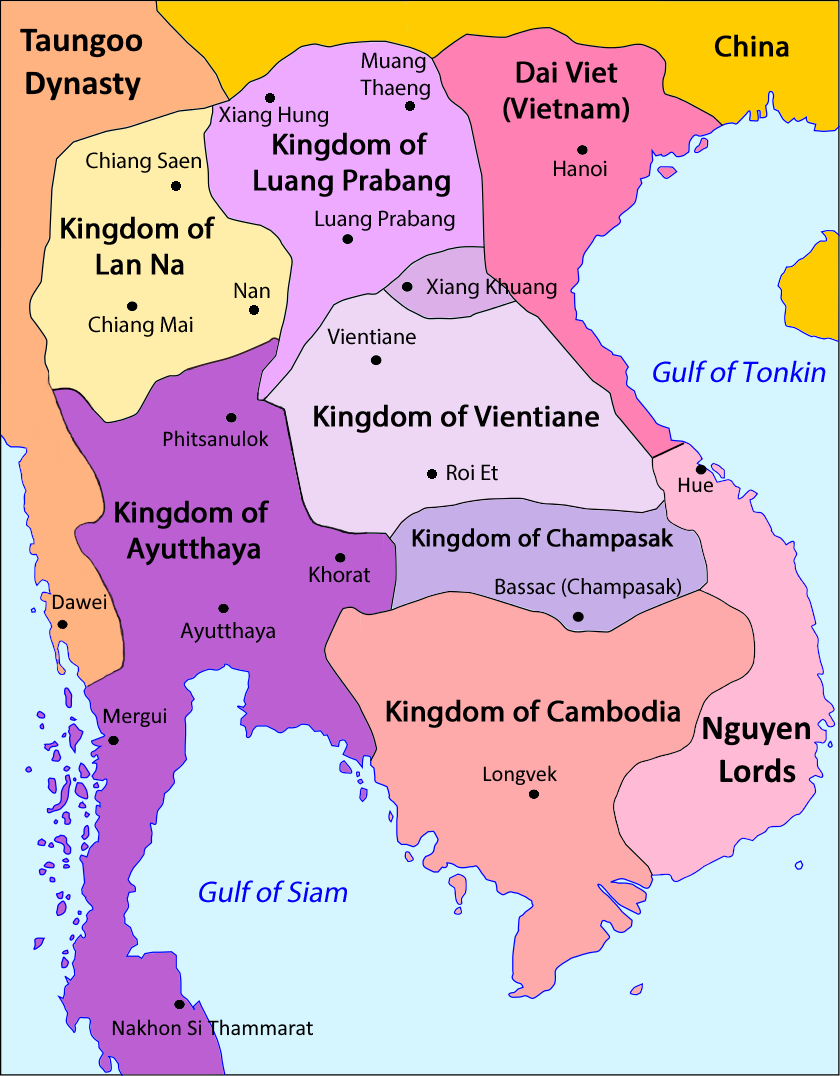
Ayutthaya (violett) und seine Nachbarstaaten um 1750

Unter König Thai Sa (r. 1709–1733) und seinem Nachfolger Borommakot (r. 1733–1758) trat das Königreich nach einigen Jahren blutiger Kämpfe um den Thron in eine Blütezeit ein, die etwa ein halbes Jahrhundert andauerte. Es wurden neue Kanäle (Khlongs) gegraben, Tempel (Wat) erbaut und viele Schiffe konnten die Werften von Ayutthaya verlassen. Besonders unter Borommakot florierten Kunst und Poesie. Borommakots Sohn Chaofa Thammathibet gilt als der bedeutendste Dichter in der Geschichte Thailands, seine Ruderlieder und Nirats gehören bis heute zur Standardlektüre in thailändischen Schulen. Auch die Lakhon-Theaterdichtung kam in dieser Zeit auf. Borommakot war auch ein Förderer der Religionen, so dass Historiker diese Zeit als das „Goldene Zeitalter“ bezeichnen.
Außenpolitisch begann die bis zur französischen Kolonisierung Indochinas andauernde Rivalität mit Vietnam um die Vorherrschaft in Indochina. 1707 kam es zur faktischen Teilung von Laos und auch in Kambodscha stießen vietnamesische und siamesische Interessen aufeinander. Den Möglichkeiten Siams waren jedoch Grenzen gesetzt, die durch die Schwäche der Zentralgewalt verursacht wurden. Den führenden Familien des Landes gelang es immer mehr, die Untertanen in ihrem privaten Interesse zu kontrollieren. Dies führte zu Arbeitskräftemangel auf Seiten der Könige und erodierte deren Macht. Dies ist eine Erklärung für die Friedfertigkeit der Könige in der Epoche des Goldenen Zeitalters, aber auch dafür, dass außenpolitische Gelegenheiten – etwa die Schwäche Birmas während der Gründung eines Mon-Staates 1740 – nicht genutzt wurden.

### Die letzten Jahre und Fall
Kurz nach dem Tod König Borommakots endete das Goldene Zeitalter Ayutthayas. In Birma hatte sich die Konbaung-Dynastie etabliert, das Reich nach innen konsolidiert und betrieb nun eine aggressive Expansionspolitik. Nachdem König Uthumphon nach einer Herrschaft von nur 3 Tagen von seinem Bruder Ekathat (r. 1758–1767) vertrieben worden war, begannen kurze Zeit später die ersten Angriffe der Birmanen unter König Alaungpaya. 1759 waren Martaban, Tavoy, Mergui und Tenasserim die ersten Stadtstaaten der Mon, die an Birma fielen. Nach der Eroberung von Phetchaburi, Ratchaburi und Suphan Buri standen sie bald vor Ayutthaya und begannen eine Belagerung. König Ekathat bat seinen Bruder Uthumphon, das Klosterleben aufzugeben und statt seiner die Regentschaft zu übernehmen und insbesondere die Verteidigung zu organisieren. König Alaungphaya wurde kurze Zeit später durch die Explosion einer eigenen Kanone schwer verletzt, woraufhin die Belagerungsarmee abzog. Alaungphaya starb auf dem Weg zurück. Zwei Jahre lang sorgte Uthumphon für die Befestigung Ayutthayas, ehe er sich wieder ins Kloster zurückzog.

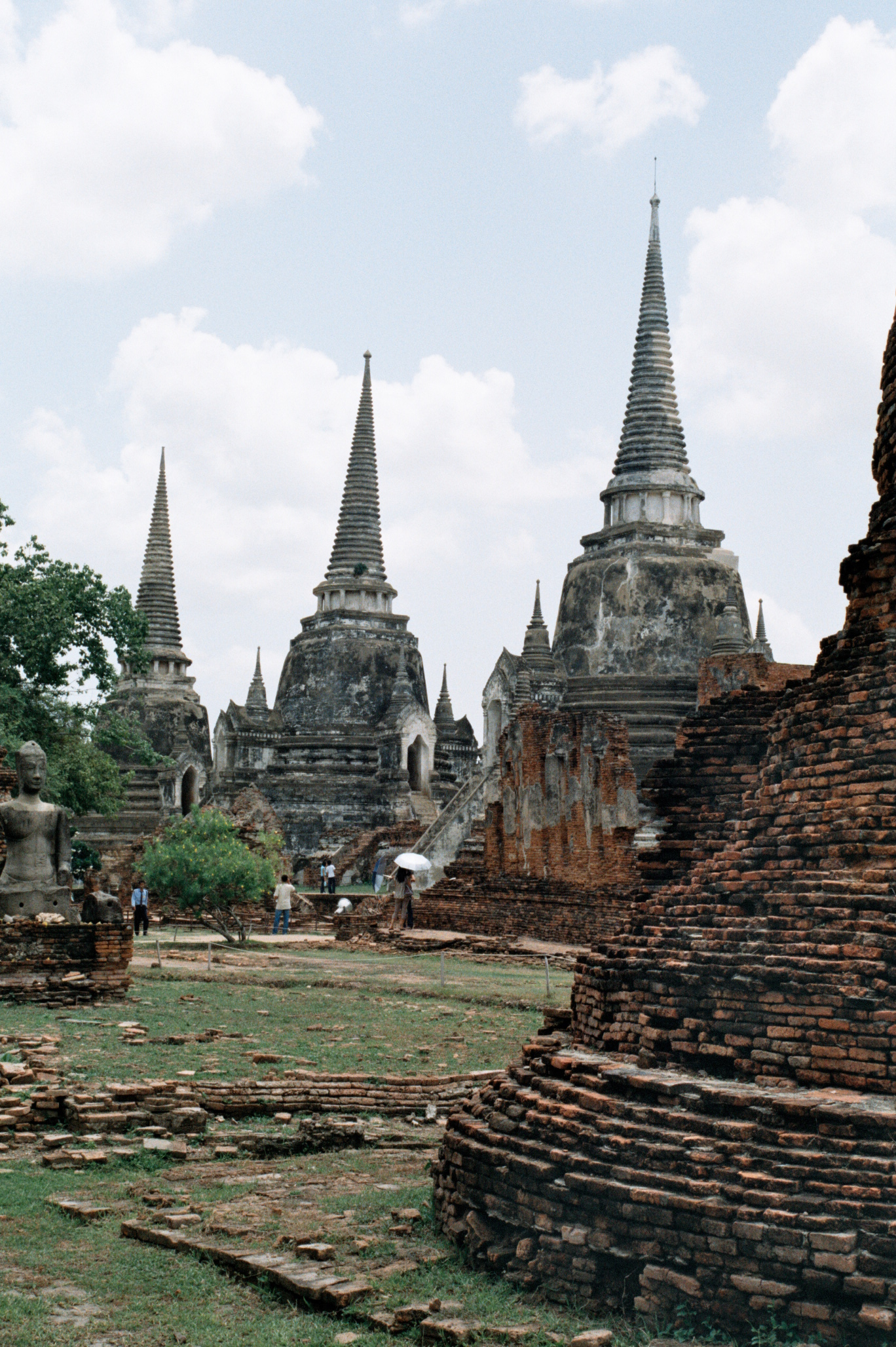
Die Ruinen des Wat Phra Sri Sanphet

1765 begannen die Birmanen einen weiteren Großangriff auf Siam. König Hsinbyushin (auch Mongra genannt) sandte zwei Armeen aus, die das Reich Ayutthaya von Norden und von Süden in die Zange nehmen sollten. Im Februar 1766 schließlich tauchten die Birmanen vor Ayutthaya auf und begannen eine einjährige Belagerung. Ekathat bot die Unterwerfung Ayutthayas an, doch die Birmanen wollten die völlige Vernichtung. Nach einem verheerenden Brand innerhalb der belagerten Stadt, der angeblich 10.000 Häuser vernichtet haben soll, flohen viele heimlich. Am Abend des 7. April 1767 fiel Ayutthaya, ein Teil der Stadtmauer stürzte ein und die Birmanen konnten die Stadt stürmen.
Tempel und Paläste wurden geplündert und in Brand gesetzt, Kunstschätze und Büchereien, ebenso wie die Archive mit historischen Aufzeichnungen wurden vernichtet. Vor der riesigen Buddha-Statue des Phra Sri Sanphet wurden tagelang Feuer geschürt, um das Gold zu schmelzen, aus dem die Figur hergestellt war. Größere Kanonen, auf die die Siamesen so stolz gewesen waren, wurden im Fluss versenkt, die kleineren nach Birma abtransportiert. Alle Menschen, wobei besonderer Augenmerk auf Künstler und Handwerker gelegt wurde, wurden von den Siegern zusammengetrieben und ebenfalls auf den Weg nach Birma gebracht, wo allerdings nur wenige ankamen. Schließlich war die große Stadt völlig menschenleer.
Die mehr als vierhundertjährige Geschichte Ayutthayas nahm damit ein Ende. Ayutthaya wurde seiner gesamten Führung beraubt: Der König war auf der Flucht ums Leben gekommen, der Thronfolger im Kampf gefallen. Das Land verfiel ins Chaos und die Lage der Bevölkerung war katastrophal. Provinzen erklärten unter abtrünnigen militärischen Führern, machthungrigen Mönchen oder jüngeren Mitgliedern der königlichen Familie die Selbstständigkeit. General Phraya Tak (Sin), der spätere König Taksin, wusste jedoch mit geschickter Diplomatie und dem Aufbau einer starken Armee die drohende birmanische Unterwerfung zu verhindern. Er gründete in Thonburi, rund 80 Kilometer flussabwärts von Ayutthaya, eine neue Hauptstadt.

## Politik und Gesellschaft

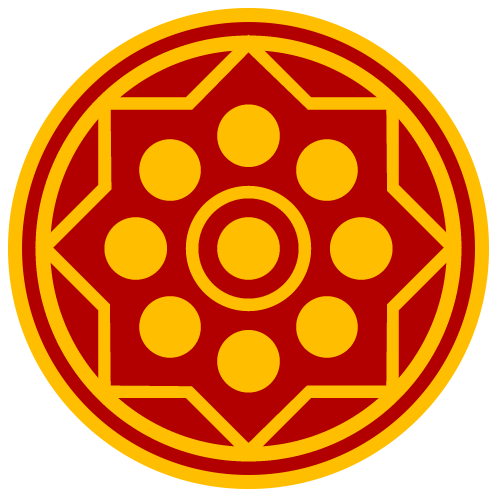
Siegel des Königreichs Ayutthaya (in der Zeit König Narais)

Die traditionelle siamesische Gesellschaft war pyramidenförmig aufgebaut mit dem Monarchen an der Spitze. Unter ihm waren seine Untertanen hierarchisch gegliedert, wobei der relative Stand eines jeden gegenüber allen anderen durch ein System geregelt war, welches Sakdina genannt und in Einheiten von anbaubarem Land in Rai ausgedrückt wurde. Die Unterteilung in Hierarchien von Führern und Untertanen wurde als normal und als natürlicher Teil des Lebens angesehen. Noch heute wird dies durch die Sprache, die ein unterschiedliches Vokabular beim Umgang unterschiedlicher sozialer Schichten untereinander entwickelt hat, wie auch durch soziale Bräuche deutlich. Bereits Kindern wurde beigebracht, ihr Gegenüber anhand der Sprache, Kleidung oder anderer Hinweise in höher oder niedriger Gestellte einzuordnen. Sowohl die Führer als auch die Untergebenen ziehen in den Augen der Thai Vorteile aus diesem System, eine Ungleichheit wird von ihnen als wesentlich erachtet. Zum Beispiel liegt es im Eigeninteresse des Patrons, ihre Verpflichtung zum Schutz und Unterstützung ihrer Untergebenen zu erfüllen, Untergebene fühlen sich sicherer, wenn sie auf den Rückhalt eines starken Patrons vertrauen können.
Die Gesellschaft kann in fünf Gruppen eingeteilt werden: 1.) die Königliche Familie, 2.) der Adel und die Beamten, 3.) die Untertanen (im englischen Sprachgebrauch Freemen oder Commoners), 4.) der Klerus mit den buddhistischen Mönchen und den Brahmanen sowie 5.) die Gruppe der Sklaven. Menschen chinesischer Abstammung standen außerhalb dieses Systems, sie wurden unterschiedlich besteuert und hatten ihre eigene Verwaltungsstruktur.

### Der König
Verstand sich der König im Königreich Sukhothai noch als Patriarch (พ่อเมือง – wörtl.: „Vater des Landes“), dessen Rat man suchte und dessen Urteilsvermögen bedingungslos anerkannt wurde, übernahmen die Könige von Ayutthaya den Begriff des Devaraja (Sanskrit: deva: „Gott“, rāja: „König“) von den Khmer. Der König herrschte zwar als Chakravartin nach dem Thammasat (ธรรมศาสตร์ – Dharmashāstra), einem alten Gesetzestext, der über die Mon in Unterbirma von Manusmriti, dem „Gesetzbuch des Manu“ überliefert wurde, war aber gleichzeitig unerreichbar für nahezu jedermann. Ein König ererbte nicht seinen Titel, sondern er wurde vom Thronrat aus einer Reihe von Kandidaten als der Würdigste bestimmt. Anschließend wurde er als König gesalbt, also mit „Reinigendem Wasser“ (น้ำมนตร์) besprengt. Die Überreichung einer Krone und weiterer königlicher Insignien ist nur ein kleiner Teil der einige Tage dauernden Zeremonie, die Phra Ratchaphithi Borommaphisek (พระราชพิธี บรมภิเษก – „Königliche Zeremonie der Großen Salbung“) genannt wird.

### Die königliche Familie
Die königliche Familie bestand aus Prinzen, Prinzessinnen und anderen Mitgliedern, die den König beim Regieren unterstützten.
Der Rang königlicher Nachkommen wurde 1458 per Gesetz in fünf Gruppen eingeteilt, abhängig vom jeweiligen Status ihrer Mütter. Mit jeder weiteren Generation wurde ihr Titel um eine Stufe heruntergestuft, so dass nach fünf Generationen die königlichen Nachkommen wieder zu „Freien Bürgern“ wurden. Den Mitgliedern der königlichen Familie wurde vom König eine monatliche Unterstützung gezahlt, deren Höhe abhängig war vom Rang der jeweiligen Person, wobei zwischen Frauen und Männern kein Unterschied gemacht wurde. Einigen Prinzen wurde die Leitung von Ministerien oder Departements der Regierung (กรม – Krom) anvertraut, wodurch sich ihr Sakdi Na signifikant erhöhte.

### Der Adel und die Beamten
Zwischen der königlichen Familie und der Masse der Untertanen waren Adlige und Beamte (ขุนนาง – Khun-Nang), denen die Verwaltung des Landes oblag. Ihre Titel waren weder auf Lebensdauer angelegt, noch vererbbar. Manchmal wurden die Töchter der Khun-Nang dem König als Frau angeboten. Durch sie erhielten die Familien eine Bindung an den königlichen Hof, sie wurden aber gleichzeitig zu „Geiseln“, mit denen die Loyalität und der Gehorsam ihrer Familien durchgesetzt werden konnten. Die Khun-Nang waren insofern eine offene Klasse, als ihre Mitglieder durchaus auch aus dem einfachen Volk kommen konnten.
Der Rang der Khun-Nang war abhängig von dem Amt, in das sie berufen wurden. Titel und Rang waren über das Sakdina miteinander verflochten. Amtsinhaber mit einem Sakdi Na von mehr als 400 konnten sich als Khun-Nang bezeichnen. Es gab schätzungsweise nicht mehr als 2000 Khun-Nang bei einer Gesamtbevölkerung von etwa 2 Millionen. Falls jemand aus einem Amt entlassen wurde, verfiel gleichzeitig sein Titel, es sei denn, der König gewährte ihm weiterhin seinen Titel aufgrund seiner Leistungen. Mit dem Amt erhält der Träger gleichzeitig die Verantwortung für eine bestimmte Anzahl „Freier Bürger“ (Phrai, ไพร่), für die er dann der Nai (นาย, Herr, etwa vergleichbar mit dem römischen Patron) wird. Der Mehrwert, der von seinen Phrai erwirtschaftet wurde, stand dem Nai – nach Abzug von Steuern – voll zur Verfügung.

### Die Phrai
Die Phrai (Thai: ไพร่) waren die gesamten Arbeitskräfte des Reiches im Alter zwischen 18 und 60 Jahren, die per Gesetz verpflichtet waren, sich bei einem Patron registrieren zu lassen.
Es gab verschiedene Gruppen von Phrai: Phrai Luang (Königliche Phrai, direkt dem König unterstellt) und Phrai Som (Private Phrai), Kriegsgefangene oder freiwillige Phrai, Phrai im Militär- oder im zivilen Dienst, Thais, Mon, Malayen, Khmer oder Laoten. Die meisten Phrai waren jedoch Bauern, die von ihren Nai für verschiedene Aufgaben eingeteilt werden konnten. Sie hatten theoretisch ein Sakdi Na zwischen 10 und 350.
Jeder Phrai war verpflichtet, sechs Monate eines Jahres für Corvée-Arbeit, also Frondienste, zur Verfügung zu stehen. Dies betraf nur die männlichen Untertanen, Frauen hatten daher oft die volle Verantwortung und einen Großteil der Arbeit, um ihren landwirtschaftlichen Familienbetrieb zu bewirtschaften.
Es gab für einen Phrai mehrere Möglichkeiten, sich der Fronarbeit zu entziehen. Neben der Flucht konnte er sich selbst als Sklave verkaufen, was ihm zwar eine niedrigere Steuerbelastung verschaffte, ihn aber gleichzeitig fester an seinen Nai band.
Das Verhältnis zwischen Nai und Phrai
Ein Nai war persönlich verantwortlich für seine Phrai. Seine Pflichten – zum Beispiel Rechtsprechung, Besteuerung, Corvée, Fürsorge – bedingten, dass er seine Phrai kannte und wusste, wo er sie finden konnte.
Ein Nai erhielt seine Phrai entweder mit seinem Amt oder sie wurden ihm vererbt. Er konnte unregistrierte Phrai jedoch auch versuchen zu „überzeugen“, sich dem System anzuvertrauen, wobei „überzeugen“ nicht unbedingt gewaltsam vonstattenging. Bei der Registrierung eines Phrai wurden ihm bestimmte Daten, wie sein eigener Name, der Name seines Nai und seine Herkunft auf den Unterarm tätowiert. Dies berechtigte ihn, in Städten oder Dörfern zu leben, wo er physisch und legal vor Banditen und wilden Tieren geschützt war, wo er Gelegenheit hatte, religiöse Verdienste (Tam bun) zu erwerben.
Berücksichtigt man die langsamen Kommunikationseinrichtungen jener Zeit sowie die dünne Verkehrsinfrastruktur, gab es für einen Phrai genügend Möglichkeiten, sich dem System zu entziehen. Registrierte Phrai konnten in die Wildnis oder die Berge flüchten, wo sie zwar frei und auf sich gestellt waren, aber auch keinerlei Schutz genossen. Die Flucht, der Tod oder Verkrüppelung eines Phrai waren beständige Probleme für einen Nai, da er für die Steuerabgaben seiner Phrai verantwortlich war. Dies führte dazu, dass Nai nicht alle ihrer Untergebenen „nach oben“ meldeten. Obwohl dies gegen das Gesetz war, wurde es zum Teil toleriert.

### Der Klerus
Der siamesische Klerus lässt sich unterteilen in den Orden (Sangha) der Buddhistischen Mönche und die Brahmanen:
Buddhistische Mönche
Mitglieder des Sangha waren einige Prinzen und eine große Anzahl an Beamten im Ruhestand. Den größten Anteil jedoch stellten die Untertanen. Sklaven konnten sich nicht als Mönche ordinieren lassen. Die buddhistischen Mönche waren insofern privilegiert, als sie von jeglicher Fronarbeit und von militärischen Diensten freigestellt waren. Es war Brauch, dass ein jeder siamesischer Mann wenigstens einmal im Leben für die Dauer einiger Monate die orangefarbene Robe anlegte, nur selten blieb man ein Leben lang im Kloster. Die buddhistischen Klöster waren für den Großteil der Bevölkerung außerdem die einzige Möglichkeit, Bildung vermittelt zu bekommen. (Siehe auch: Buddhismus in Thailand)
Brahmanen
Besonders seit der Eroberung von Angkor Thom siedelten Brahmanen vereinzelt in der siamesischen Hauptstadt. Obwohl sie aus Süd-Indien stammten, wurden sie auf ihren Reisen nach Südostasien nie von weiblichen Brahmanen begleitet, sondern heirateten einheimische Frauen. Im alten Khmer-Reich bildeten sie eine mächtige Kaste mit starkem Einfluss auf die Regierung. Aber da nur wenige von ihnen nach Siam kamen, hatten sie keine wirkliche Macht im Staat. Allerdings waren sie während der gesamten Ayutthaya-Periode sehr geachtet und konnten ihren Einfluss auf die Reorganisation der Verwaltung durch König Borommatrailokanat durchsetzen. Einige der Hof-Brahmanen wurden aufgrund ihrer Kenntnisse hinduistischer Rituale und des Besitzes von alten Sanskrit-Texten für die Durchführung bestimmter königlicher Zeremonien angestellt. Andere waren anerkannt, da sie Kenntnisse des indischen und Gedankenguts der Khmer, der „Kunst des Regierens“ besaßen und geschickt das Dhamma interpretieren konnten.

### Sklaven
Am unteren Ende der sozialen Rangordnung befanden sich die Sklaven (ทาส – That). Zwar gab es in der Sukhothai-Periode bereits Sklaverei, aber erst im Königreich Ayutthaya war sie sehr ausgeprägt. Noch in der Mitte des 19. Jahrhunderts schätzte der französische Bischof Jean-Baptiste Pallegoix ihre Zahl auf ein Viertel der Gesamtbevölkerung. König Chulalongkorn (Rama V.) schließlich schaffte die Sklaverei mit einem Gesetz ab, doch dauerte es weitere 30 Jahre, bis die Sklaverei endgültig verschwand.
Der Status der Sklaven in Ayutthaya kann etwa mit dem der Klientel – Abhängige – des alten Rom verglichen werden. Sie wurden im Allgemeinen gut behandelt, so dass sie sich vom einfachen Volk nicht sehr unterschieden, denn die öffentliche Meinung verhinderte Unterdrückung. Per Gesetz standen Sklaven gewisse Rechte zu, wie zum Beispiel das Recht auf Besitz, das Recht eine Familie zu gründen sowie das Recht, vor Gericht zu klagen. Dennoch waren sie ihrem Herrn ausgeliefert, der mit ihm tun konnte, was ihm beliebte, ausgenommen ihn zu töten. Alle Sklaven waren zuerst das Eigentum des Königs. Einige, „That Luang“ genannt, wurden zwischen den Beamten ausgetauscht oder als Vergütung für einen Dienst weitergegeben. Andere, „That Phra“ genannt, wurden in Klöstern zur Bewirtschaftung der klostereigenen Ländereien eingesetzt.

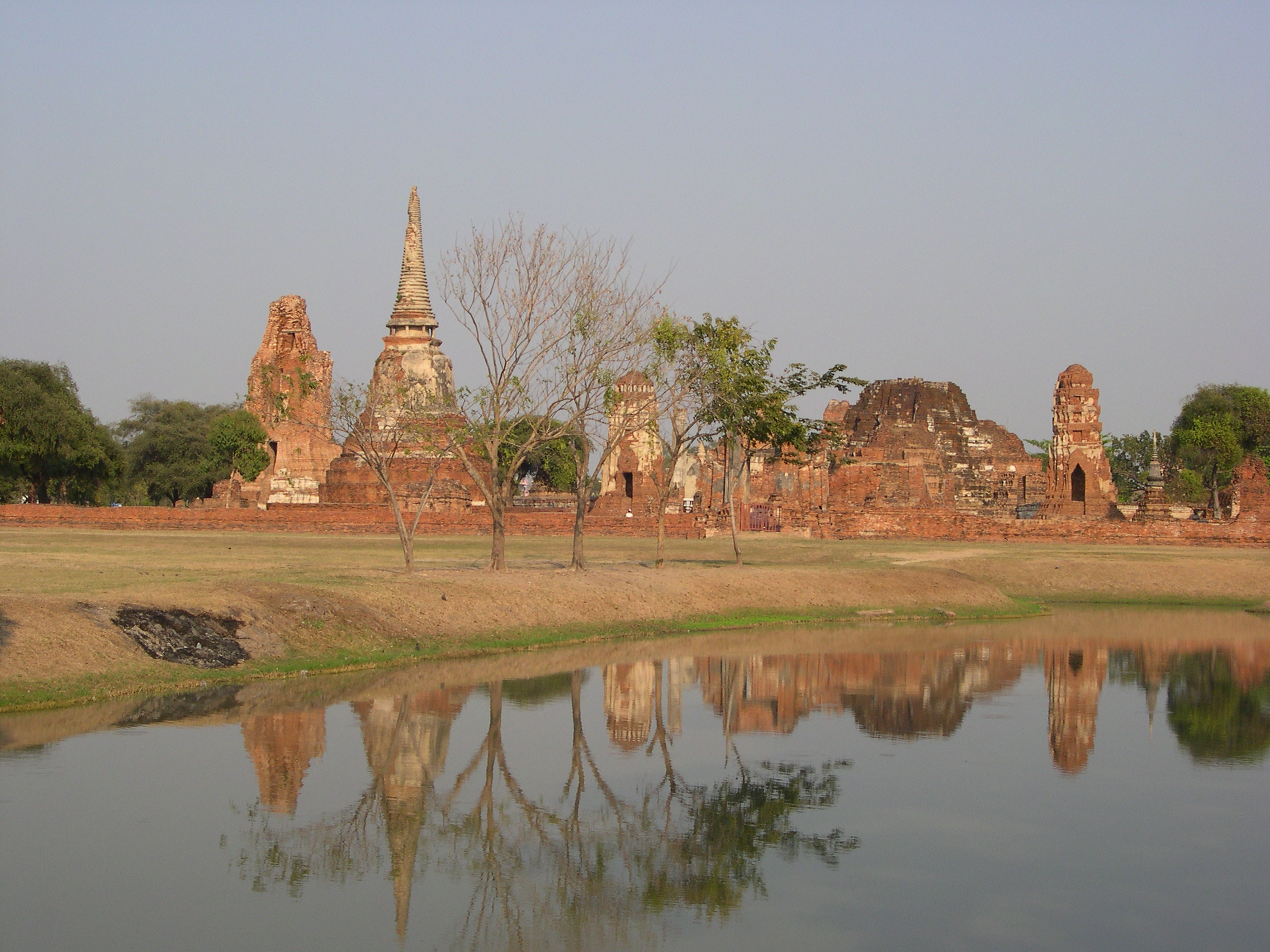
Die Ruinen des Wat Mahathat, des zentralen Tempels der Hauptstadt

## Religion
Die siamesische Bevölkerung Ayutthayas gehörte dem Theravada-Buddhismus an. In der Mitte des 13. Jahrhunderts wurde der bis dahin praktizierte Mahayana-Buddhismus durch eine neue Form verdrängt, die von Theravada-Mönchen der so genannten Langkawong- (auch Langkawamsa-) Sekte aus Sri Lanka mitgebracht wurde. Die Langkawong-Klöster können grob in zwei Gruppen eingeteilt werden. In der ersten lebten gelehrte Mönche, die die Pali-Schriften studierten und Unterricht für Novizen und Laien in Sprachen und religiöser Literatur anboten. In der zweiten Gruppe lebten Mönche, die als Aranyawasi („Waldbewohner“) bekannt waren. Diese Klöster lagen zwar außerhalb der Stadtgrenzen, waren jedoch relativ leicht zu Fuß oder per Boot erreichbar. Ihre Mönche praktizierten hauptsächlich Meditation.
Am Hof und von Kaufleuten angesammelter überschüssiger Gewinn wurde dazu benutzt, neue Klöster (Wat) zu gründen oder vorhandene zu renovieren. Einige Klöster wurden ausschließlich von einer einzigen Familie unterstützt, andere wurden von Königen oder Prinzen des Königreichs erbaut. Im Lauf der Zeit wurde in der Hauptstadt Ayutthaya so eine Vielzahl von religiösen Gebäudekomplexen errichtet. Es können heute etwa 530 religiöse Stätten identifiziert werden, die meisten sind allerdings nur noch Ruinen.
Neben dem Buddhismus blieben brahmanische Riten aus der kambodschanischen Tradition, vor allem im Leben des Hofes, erhalten. In der Literatur der Ayutthaya-Epoche wird von vielerlei Geistern und überirdischen Phänomenen berichtet und zum Kriegshandwerk gehörte, dass vor der Schlacht Schutzgeistern geopfert wurde und Astrologen über den besten Tag des Feldzuges befragt wurden. Amulette, Tätowierungen, Yoga-artige Übungen und Metallstücke unter der Haut sollten übermenschliche Kräfte verleihen.
Zur Mitte des 18. Jahrhunderts wurde König Borommakot vom König Ceylons gebeten, den singhalesischen Buddhismus zu unterstützen. Die siamesische Sangha entsandte in der Folge ab 1752 Missionen nach Kandy, die aus etwa 700 Mönchen bestand. Daraus wurde die heute noch existierende Syama-Nikaya-Ordinationslinie des Theravada-Buddhismus.
Das Ayutthaya-Königreich war Zielpunkt von Missionierung aus dem Ausland. Während persische Missionare versuchten, die Könige Ayutthayas vom Islam zu überzeugen, taten sich bei der katholischen Missionierung vor allem die Franzosen hervor. Im Jahre 1673 kamen die französischen Bischöfe Lambert de la Motte und François Pallu in Ayutthaya an, übergaben Briefe von Papst Clemens XI. und begannen Bekehrungsversuche am königlichen Hof. Auch der 1682 zum Katholizismus konvertierte Phaulkon propagierte seinen neuen Glauben. Missionare taten sich jedoch auch auf Gebieten hervor, die für die Herrscher Ayutthayas nützlich waren, etwa in der Architektur; unter Pater Thomas wurden Festungen und Paläste konzipiert und errichtet. Ab 1676 gab es in Ayutthaya auch ein katholisches Priesterseminar. Die Missionierung war jedoch von nur geringem Erfolg: 1688 lebten etwa 2000 Christen in Ayutthaya, die meisten davon Ausländer. Die Christenverfolgungen von 1688 und 1730 blieben in der von religiöser Toleranz geprägten siamesischen Gesellschaft ein Einzelfall.

## Bildung
Die grundlegende Struktur der Ausbildung der Prinzen, der jungen Adligen sowie die der „freien Bürger“, wurde durch Ayutthaya vom Königreich Sukhothai übernommen und bis ins 19. Jahrhundert hinein beibehalten. Es gab zwei Arten von Schulen: eine königliche Schule (ราชบัณฑิตยสถาน – Racha-ban-dit) für die Söhne der königlichen Familie sowie die buddhistischen Klöster (Wat), in denen Mönche Unterricht in grundlegenden Fächern gaben. In den Klosterschulen wurden die Jungen des Dorfes zunächst hauptsächlich in religiösen Themen wie buddhistischer Moral und Werten unterrichtet. Später kamen vielleicht als Fremdsprachen Pali und Sanskrit hinzu. Nur wenige Klöster lehrten auch Kunst, Naturwissenschaften, (Kräuter-)Medizin und Astrologie. Schulbesuch war keine Pflicht, Schüler kamen zum Unterricht, solange es die freie Zeit neben der Feldarbeit gestattete. Da Analphabetismus sehr weit verbreitet war, wurden die Wandmalereien in den Tempelgebäuden zum Unterricht benutzt.
Das erste thailändische Schulbuch, das „Chindamani“ (จินดามณี), wurde in der Regierungszeit von König Narai (1656–1688) vom Mönch Horathibodi (พระโหราธิบดี) verfasst, es war noch in der Regierungszeit von König Chulalongkorn (1868–1910) in Gebrauch. Die Berufsausbildung wurde nicht in Schulen vermittelt, sondern mündlich weitergegeben.

## Verwaltung
Zu Beginn der Ayutthaya-Zeit hielt der König alle Fäden der Verwaltung des Reiches selbst in der Hand, er war der Kommandeur aller Militärs. Als König Borommaracha II. 1431 Angkor Thom erobert hatte, konnte er viele Spezialisten der Khmer als Kriegsgefangene nach Ayutthaya entführen. Sie waren meist ausgebildete Staatsdiener, die dem späteren Nachfolger des Königs zur Seite standen, als dieser sein neues System einer zentralen und differenzierten Verwaltung nach dem Vorbild der Khmer entwickelte.
König Borommatrailokanat (kurz: König Trailok) schließlich reformierte die Verwaltung von Grund auf, indem er zunächst die Kontrolle über die Provinzen zentralisierte. Er sandte seine Söhne, Neffen und andere nahe Verwandte aus, um die größeren Städte zu regieren, während er den Feudalherren die weniger bedeutenden Provinzen übertrug. Das bisher vererbbare Amt des Gouverneurs wurde abgeschafft und die Kontrolle verschärft, die Gouverneure waren von nun an direkt dem König unterstellt. Allerdings wurden die tributpflichtigen (Stadt-)Staaten weiterhin von ihren Erbfürsten regiert, die nominell Vasallen des Königs waren.
Eine weitere Neuerung König Trailoks war die Unterteilung in zivile und militärische Verwaltung, die beide bisher eng verwoben waren. Die leitenden Beamten in der Hauptstadt erhielten einen höheren Rang: Senabodi (oft mit „Minister“ übersetzt). Ihnen wurde die Leitung der verschiedenen Ministerien (Krom) anvertraut. Die Zivil-Verwaltung wurde in fünf Hauptministerien eingeteilt:
1. das Innenministerium (Krasuang Mahatthai) unter der Leitung des Samuhanayok (สมุหนายก), der den Titel Chaophraya Chakkri Si-ongkharak trug. Er erhielt gleichzeitig den Rang des „Hauptministers“ (Akkharamahasenabodi) für zivile Angelegenheiten und hatte also eine Vorrangstellung gegenüber folgenden nachgeordneten Ministerien:
2. das Hauptstadt-Ministerium (กรมเวียง – Kromma-wiang, auch กรมเมือง Kromma-mueang oder Krom Nakhonban) unter der Leitung des Phraya Yommarat für die Belange der Hauptstadt, wie zum Beispiel die der Polizei, des Gefängnisses usw.
3. das Schatzministerium (กรมพระคลัง – Krom Phrakhlang oder Krom Kosathibodi) mit dem Phraya Sithammathirat an der Spitze, welches gleichzeitig die Finanzen des Reiches und das Vermögen des Königs verwaltete,
4. das Landwirtschaftsministerium (กรมนา – Kromma-na oder Krom Phra Kasetrathibodi) mit dem Phraya Phonlathep (พระยาพลเทพ) an der Spitze, welches die Lebensmittelproduktion und gleichzeitig die Verpachtung von Land überwachte, und
5. das Palastministerium (กรมวัง – Kromma-wang oder Krom Thammathikon) unter der Leitung des Phraya Thammathibodi (พระยาธารมาธิบดี), welches für den königlichen Haushalt und Rechtsprechung zuständig war.

Weitere, kleinere Ministerien waren das Ministerium für religiöse Angelegenheiten (กรมพระธรรมการ – Krom Phra Thammakan), das Ministerium für Königliche Roben (Krom Busamala), das Archivministerium (กรมพระสุรสวด – Krom Phra Surasuat), das Elefantenministerium (กรมพระคชบาล – Krom Phra Khotchaban), die Palastwachen (Krom Lom Phra Ratchawang) oder die Krom der Hofbrahmanen und -astrologen.
Die militärische Verwaltung (Krasuang Kalahom) stand unter der Leitung eines weiteren „Hauptministers“ (gleichrangig mit dem Samuhanayok), des Samuhaphrakalahom (สมุหพระกลาโหม), der den Titel Chaophraya Maha Senabodi trug. Ihm unterstanden mehrere Beamte im Rang eines Ministers, die die verschiedenen militärischen Abteilungen verwalteten.
Die lokale Verwaltung der Provinzen wurde analog zur zentralen Regierung gestaltet, allerdings wurden die verschiedenen Provinzen in vier Klassen eingeteilt, wobei die der vierten Klasse direkt an die Hauptstadt grenzten.

## Handel
Ausgrabungen scheinen zu bestätigen, dass Ayutthaya bereits vor 1351 eine blühende Handelsniederlassung von chinesischen und indischen Händlern an der Mündung der drei Flüsse war. Hier trafen sich die Handelsrouten von Norden entlang des Chao Phraya und seinen Zuflüssen, von der Grenze nach Lan Xang über Lop Buri und Saraburi entlang des Pa Sak und des Lop-Buri-Flusses, von Westen kam die Landroute aus Tenasserim über Suphanburi, von Osten aus dem heutigen Nakhon Rachasima und von Südosten aus dem Khmer-Reich.
Im Laufe seiner gesamten Geschichte trieb Ayutthaya einen blühenden Handel mit „Waldprodukten“ (ผลิตภัณฑ์จากป่า), hauptsächlich Rotholz, ein Holz, das zur Gewinnung von roter Farbe diente, Adlerholz zur Gewinnung von Räucherwerk, Benzoe, ebenfalls Räucherwerk, Gummilack, zur Herstellung von Siegellack, Black Lac, ein weiteres Baumharz, zur Herstellung von chinesischen und japanischen Lackwaren, und Wildtier-, besonders Hirsch-Felle. Hirschleder war in Japan sehr begehrt, da es bei der Herstellung von Samurai-Rüstungen benutzt wurde. Stoßzähne von Elefanten und Hörner vom Rhinoceros waren ebenfalls hoch geschätzte Exportartikel, wobei das Elfenbein ein königliches Monopol war und Nashörner im Vergleich zu Fellen recht selten. Ayutthaya verkaufte auch Lebensmittel wie Reis und getrockneten Fisch in andere südostasiatische Länder. Mineralien wurden im Königreich nur selten gefunden, ausgenommen Zinn aus Phuket (früherer Name: „Junkceylon“) und Nakhon Si Thammarat (früherer Name: „Ligor“), welches sowohl bei asiatischen wie auch bei europäischen Händlern begehrt war.
In den ersten hundertfünfzig Jahren waren neben Indern, Persern und Japanern Chinesen die wichtigsten Handelspartner. Sie siedelten sich im Reich an und hatten schnell die Kontrolle über die Wirtschaft des Landes errungen, was auch später immer wieder für soziale Spannungen sorgte. Denn Chinesen mussten sich nicht für die Corvée-Arbeit registrieren lassen und sie konnten sich frei im Land bewegen und Handel treiben.
Von den Europäern waren es 1518 die Portugiesen, die mit Ayutthaya als erste westliche Nation einen Handelsvertrag abschlossen. Sie erhielten die Erlaubnis, Handelsstützpunkte südlich der Hauptstadt sowie in anderen Hafenstädten des Reiches zu errichten. Als Gegenleistung belieferten sie den König mit Kanonen und Munition. Gegen Ende des 16. Jahrhunderts erreichte das erste spanische Handelsschiff Ayutthaya, Holländer, Briten und Franzosen kamen im 17. Jahrhundert hinzu. Die Niederländische Ostindien-Kompanie spielte zwischen 1605 und 1765 in Ayutthayas Im- und Export eine wichtige Rolle, bekamen sie doch eine exklusive Erlaubnis für den Zinn-Handel. Durch die Britische Ostindien-Kompanie kam der griechische Abenteurer Constantine Phaulkon ins Land, der später zum ersten Minister König Narais aufstieg. Französische Missionare erreichten die Hauptstadt in der Absicht, den König zum christlichen Glauben zu bekehren, in der Folge wurden in den 1680er Jahren Gesandtschaften zwischen Frankreich und Siam ausgetauscht. Nach dem Tod von König Narai während der so genannten Siamesischen Revolution wurden die Missionare der Jesuiten des Landes verwiesen. In den darauf folgenden Jahren hatte Siam nur geringen Kontakt zu westlichen Ländern, wohingegen der Handel mit China und Indien weiterhin florierte.